# Emmetten
Emmetten is een gemeente en plaats in het Zwitserse kanton Nidwalden.
Emmetten telt 1184 inwoners.
Vanuit het noordelijke deel van het dorp heeft men een zicht op het Vierwoudstedenmeer. Er is een klein skigebied en in de zomer kan men er diverse wandeltochten maken.

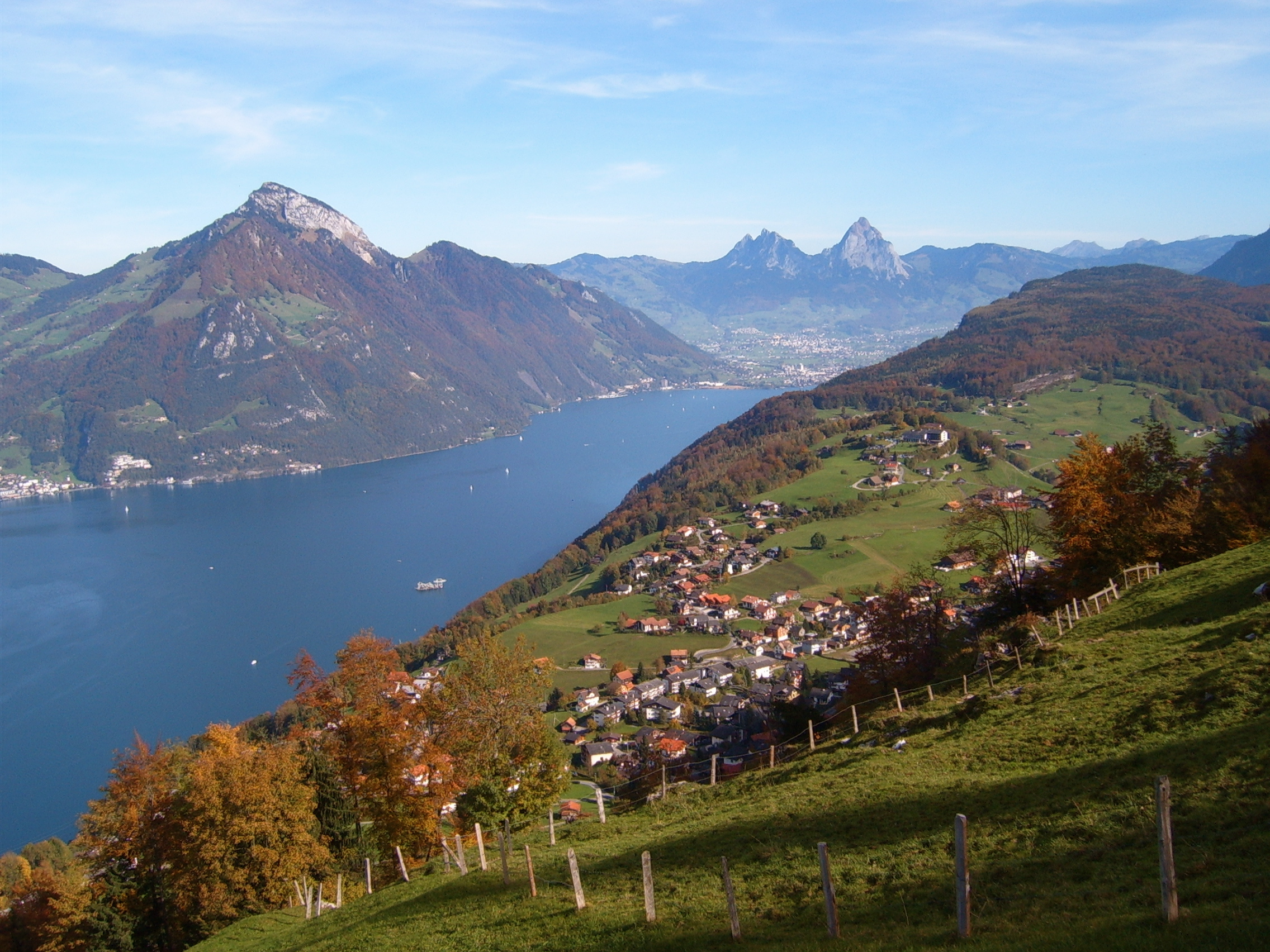
Emmetten

Beckenried · Buochs · Dallenwil · Emmetten · Ennetbürgen · Ennetmoos · Hergiswil · Oberdorf · Stans · Stansstad · Wolfenschiessen
- Gemeinsame Normdatei: 4271772-3
- Historisch woordenboek van Zwitserland: 000750
- Virtual International Authority File: 243552514
- WorldCat: E39PBJckQwwgkbvQ3rfyGFpXVC